# Arthopyrenia praetermissa
Arthopyrenia praetermissa är en lavart som beskrevs av D. C. Linds. Arthopyrenia praetermissa ingår i släktet Arthopyrenia och familjen Arthopyreniaceae.   Inga underarter finns listade i Catalogue of Life.